# Stephen Hauschka
Stephen Theodore „Steven“ Hauschka (* 29. Juni 1985 in Needham, Massachusetts) ist ein ehemaliger US-amerikanischer American-Football-Spieler auf der Position des Kickers. Er spielte dreizehn Saisons in der National Football League (NFL).

## College
Bevor Hauschka an die North Carolina State University ging, schaffte er einen Abschluss als B.A. im Gebiet der Neurowissenschaften auf dem Middlebury College. Dort war er bis 2003 im Fußballteam der Universität.
In seiner Zeit an der North Carolina State University war er bis zu seinem NFL-Debüt 2008 der Kicker des Footballteams der Universität.

## NFL

### Minnesota Vikings
2008 erhielt er dann einen Vertrag bei den Minnesota Vikings, wo er sich aber nicht gegen den damaligen Kicker Ryan Longwell durchsetzen konnte.

### Baltimore Ravens
Nach dem Rauswurf bei den Vikings im selben Jahr wurde er von den Baltimore Ravens unter Vertrag gestellt. Dort teilte er sich die Kick-Arbeit mit Kicker Matt Stover und konnte diesen zu Beginn der darauffolgenden Saison verdrängen.
In der Saison 2009 schaffte er 9 von 13 Field-Goal-Versuchen (69,2 %), wurde aber nach seinem vierten verschossenen Field Goal am 17. November 2009 von den Ravens entlassen.

### Atlanta Falcons
Die Atlanta Falcons gaben Hauschka im Anschluss einen kurzfristigen Vertrag zum Rest der Saison, da sich ihr Kicker Matt Bryant verletzt hatte. Er kam im letzten Saisonspiel jedoch nicht zum Einsatz, da Bryant doch einsatzbereit war.

### Detroit Lions
Auch in der folgenden Offseason 2010 war er nur die Verletzungsvertretung von Jason Hanson bei den Detroit Lions und wurde nach dessen Genesung vor der Regular Season entlassen.

### Las Vegas Locomotives
Hauschka wurde im Oktober 2010 von den Las Vegas Locomotives der United Football League (UFL) unter Vertrag gestellt und gewann mit ihnen die UFL.

### Denver Broncos
Nach seinen guten Leistungen in der UFL wurde er im Dezember 2010 wieder als Verletzungsvertretung in der NFL eingesetzt, diesmal für Matt Prater bei den Denver Broncos. Doch auch nach dieser Saison und der Wiederkehr von Matt Prater wurde er im September 2011 entlassen.

### Seattle Seahawks
Im Anschluss an die Entlassung bei den Denver Broncos bekam er im September für die Saison 2011 einen Vertrag bei den Seattle Seahawks.
Bei den Seahawks mauserte er sich zum Stammkicker und wurde mit dem Team zweimal NFC-Meister (2013, 2014) und gewann einmal den Super Bowl (XLVIII).
Seine letzte Vertragsverlängerung war am 17. März 2014. Er unterschrieb einen Vertrag für drei Jahre.

### Buffalo Bills
Am 9. März 2017 unterschrieb Hauschka einen Vierjahresvertrag bei den Buffalo Bills. Ende August 2020 wurde er von den Bills entlassen. In seinen drei Saisons für die Bills hatte er 73 von 89 (82 %) seiner Field Goals und 96,6 % der Extrapunkte verwandelt.

### Jacksonville Jaguars
Nachdem sich die Kicker Josh Lambo und Brandon Wright verletzten, verpflichteten die Jacksonville Jaguars am 28. September 2020 Hauschka. Nachdem er beide Field-Goal-Versuche in seinem einzigen Einsatz verschoss, wurde er entlassen. Am 4. Dezember 2020 gab er seinen Rücktritt vom Profisport bekannt.